# Lovely Day (canción)
Lovely Day es una canción del cantante estadounidense de soul y R&B Bill Withers. Escrita por Withers y Skip Scarborough, se publicó el 21 de diciembre de 1977 y aparece en el álbum de 1977 de Withers, Menagerie.
La canción es notable por la nota sostenida que efectúa Withers hacia el final, la cual dura 18 segundos, siendo una de las más largas grabadas en una canción.

## Historia
Lanzada como sencillo a finales de 1977, Lovely Day alcanzó el puesto #6 en el ranking Hot R&B/Hip-Hop Songsde Billboard y el #30 en los Billboard Hot 100 en los Estados Unidos a inicios de 1978. También alcanzó el top 10 en el Reino Unido, donde la canción logró #7 en el UK Singles Chart.
Lovely Day ha sido relanzada como sencillo en el Reino Unido al menos dos veces desde su primer ingreso en las listas; en 1987 la versión original reingresó otra vez en el lugar #92, mientras una remezcla hecha por Ben Liebrand, titulada "Sunshine Mix", ingresó al top 10 en 1988, alcanzando el lugar #4. El éxito de esta remezcla resultó en un renovado entusiasmo por la canción original de Withers, la cual volvió a sonar masivamente a inicios de 1990 y terminó opacando la presencia en las radios de la versión de Liebrand. El interés público otra vez resurgió en 1995, cuando Lovely Day fue utilizada en avisos publicitarios para una marca de té y otra vez en 1999 para  un anuncio de Gap dirigido por Hype Williams.
El productor Clarence McDonald también arregló la versión original de 1977 de la canción y tocó los teclados. Las guitarras estuvieron a cargo de Ray Parker Jr., Jerry Caballero tocó el bajo, y Russ Kunkel la batería.

## Composición
Hacia el fin de la canción, Withers aguanta una nota durante 18 segundos. Esto se cree que es la segunda nota más larga en historia de las listas musicales del Reino Unido tras la nota de 20 segundos que sostiene Morten Harket de A-ha en Summer Moved On (2000). Withers sostiene la nota en voz de pecho, mientras que Harket utiliza el falsete.

## Personal
- Bill Withers – voz
- Clarence McDonald – teclados
- Ray Parker Jr. – guitarra
- Jerry Caballero – bajo
- Russ Kunkel – batería, sacudidor
- Ralph MacDonald – percusión
- Charles Veal – concertino

## Versiones
Lovely Day ha sido versionada y sampleada en numerosas ocasiones desde la grabación original de Withers. Estas versiones de la canción se han realizado en muchos géneros musicales diferentes, incluyendo R&B, pop, jazz, gospel, EDM, y rap.
La canción fue versionada por The S.O.U.L. S.Y.S.T.E.M. y Michelle Visage y fue incluida en la banda sonora de la película de 1992 El guardaespaldas. Esta versión mayoritariamente rap se tituló It's Gonna Be a Lovely Day. Alcanzó el puesto #34 en el Billboard Hot 100 y #44 en el Billboard R&B, además de pasar tres semanas encabezando la lista US Billboard Hot Dance Club Play entre diciembre de 1992 y enero de 1993. Esta versión también alcanzó el #17 en el UK Singles Chart.
El grupo de pop británico Central Line versionó la canción en su disco de 1983 Choice; logrando el puesto #81 en el UK Singles Chart.
Forma parte también de la banda de sonido de las películas 127 horas, La vida secreta de las Mascotas y su secuela homónima 